# Monceau-Saint-Waast
Pour les articles homonymes, voir Monceau.
Monceau-Saint-Waast [mɔ̃so sɛ̃ va] est une commune française située dans le département du Nord, en région Hauts-de-France. 
Folklore
Tous les ans pour les fêtes le village dispose des pantins d'osier un peu partout.

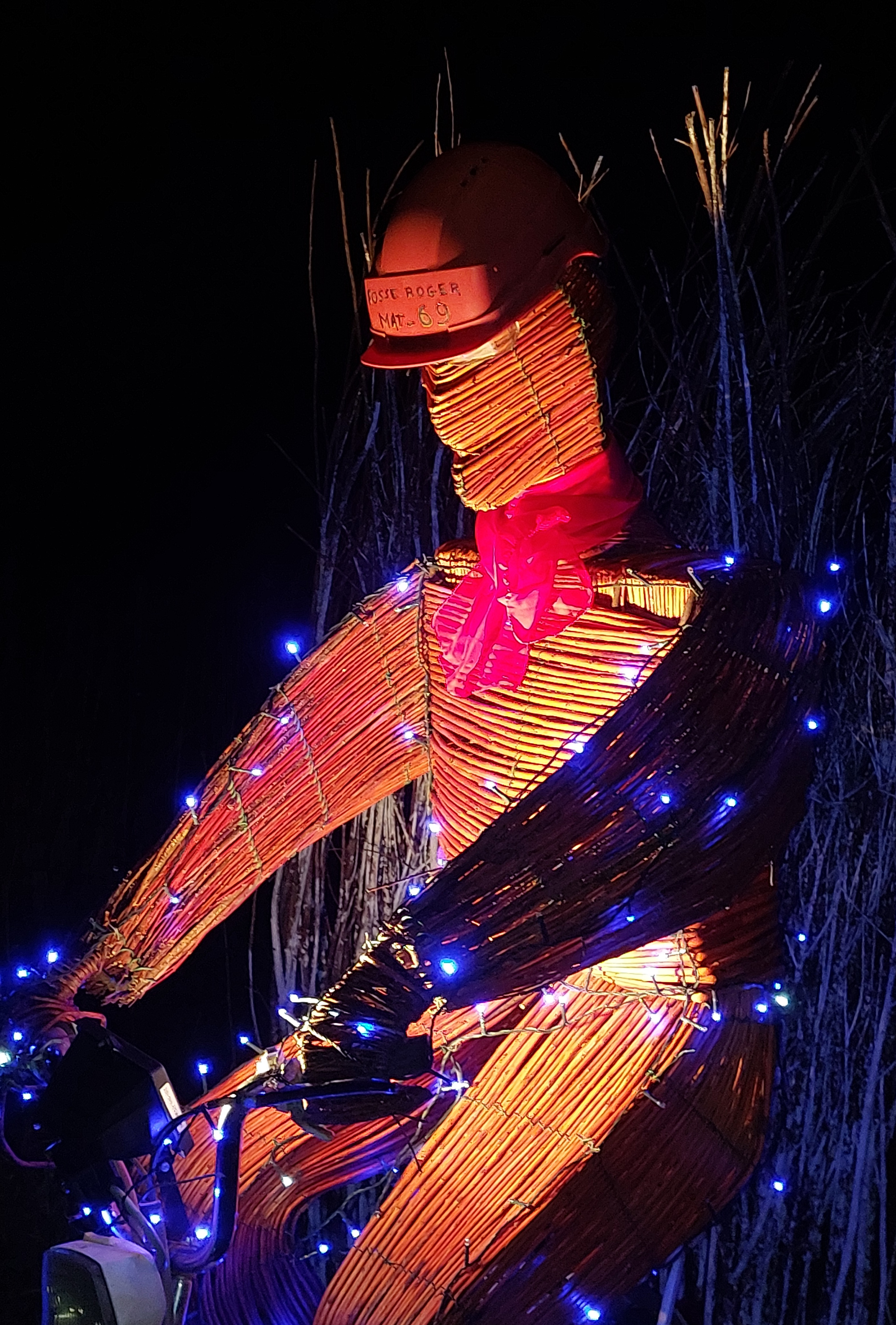

## Géographie
Monceau-Saint-Waast se situe dans le sud-est du département du Nord (Hainaut) en plein cœur du Parc naturel régional de l'Avesnois.
L'Avesnois est connu pour ses prairies, son bocage et son relief un peu vallonné dans sa partie sud-est (début des contreforts des Ardennes), dite « petite Suisse du Nord ».
En fait, Monceau-Saint-Waast fait partie administrativement de l'Avesnois, historiquement du Hainaut et ses paysages rappellent la Thiérache.
La commune se trouve à 93 km de Lille (préfecture du Nord), à 107 km de Bruxelles (Belgique), à 126 km de Reims (Marne), à 44 km de Valenciennes, à 43 km de Mons (B), à 62 km de Charleroi (B), à 26 km de Fourmies, à 18 km de Maubeuge, à 10 km d'Avesnes-sur-Helpe (sous-préfecture).
La Belgique se trouve à 20 km. Le département de l'Aisne se trouve à 10 km.
La commune est située sur la rivière Tarsy.

### Communes limitrophes
|       | Aulnoye-Aymeries    |                         |
| Leval | Monceau-Saint-Waast | Saint-Remy-Chaussée     |
|       | Dompierre-sur-Helpe | Saint-Hilaire-sur-Helpe |

### Hydrographie

#### Réseau hydrographique
La commune est située dans le bassin Artois-Picardie. Elle est drainée par la Tarsy, le ruisseau des Mortiers, la Ferme de la Tour, la Riez Wiart et le ruisseau de la Bonne Fontaine,,.
La Tarsy, d'une longueur de 15 km, prend sa source dans la commune de Beugnies et se jette  dans la Sambre canalisée à Leval, après avoir traversé huit communes. Les caractéristiques hydrologiques de la Tarsy sont données par la station hydrologique située sur la commune. Le débit moyen mensuel est de 0,307 m3/s. Le débit moyen journalier maximum est de 6,74 m3/s, atteint lors de la crue du 11 mars 2008. Le débit instantané maximal est quant à lui de 10,1 m3/s, atteint le même jour.

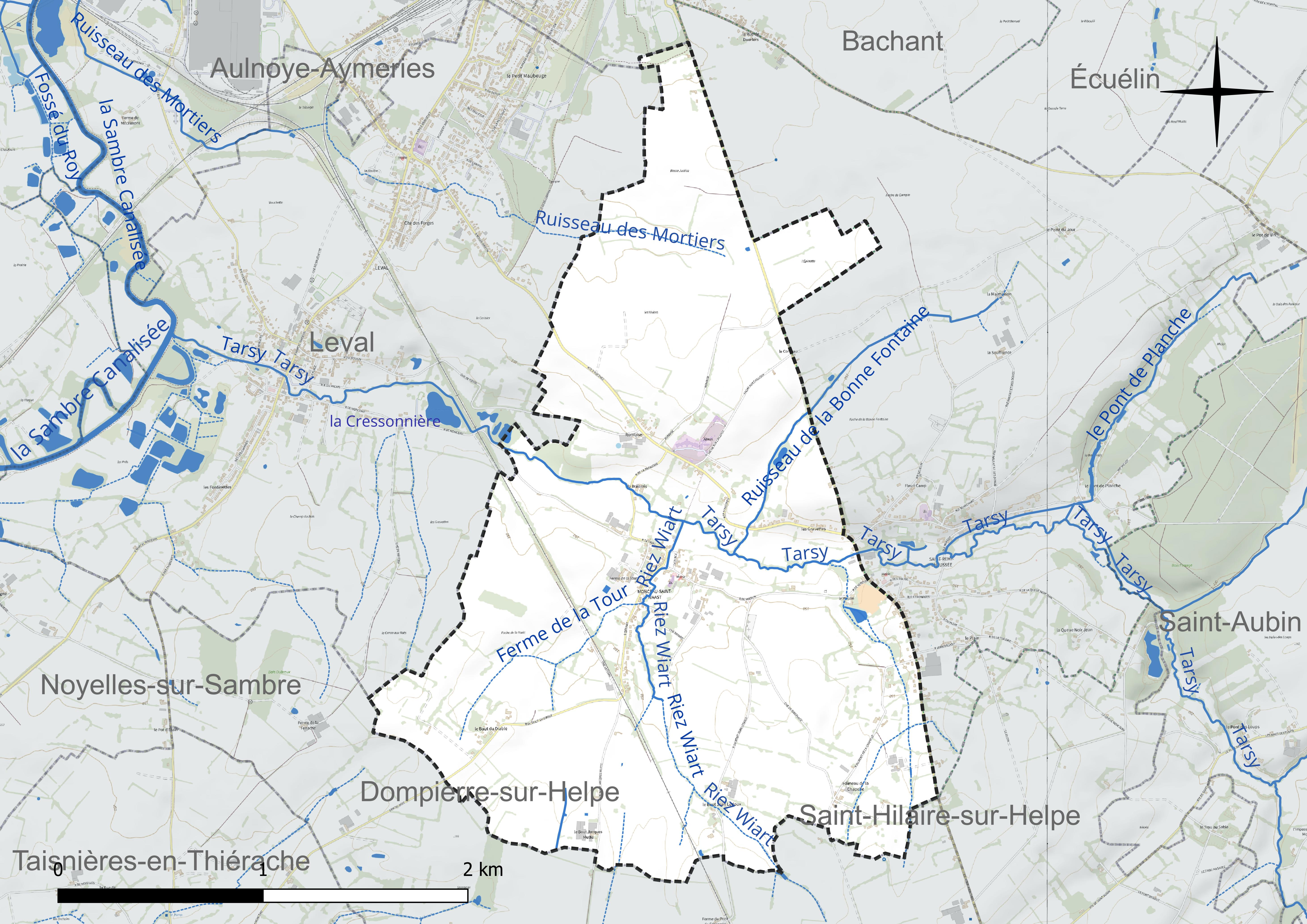
Réseau hydrographique de Monceau-Saint-Waast.

#### Gestion et qualité des eaux
Le territoire communal est couvert par le schéma d'aménagement et de gestion des eaux (SAGE) « Sambre ». Ce document de planification concerne un territoire de 1 253 km2 de superficie, délimité par le bassin versant de la Sambre. Le périmètre a été arrêté le 1er novembre 2003 et le SAGE proprement dit a été approuvé le 21 septembre 2012, puis modifié le 18 août 2022. La structure porteuse de l'élaboration et de la mise en œuvre est le syndicat mixte du Parc naturel régional de l'Avesnois. 
La qualité des cours d'eau peut être consultée sur un site dédié géré par les agences de l'eau et l'Agence française pour la biodiversité. 

### Climat
Pour des articles plus généraux, voir Climat des Hauts-de-France et Climat du Nord.
En 2010, le climat de la commune est de type climat des marges montargnardes, selon une étude du CNRS s'appuyant sur une série de données couvrant la période 1971-2000. En 2020, Météo-France publie une typologie des climats de la France métropolitaine dans laquelle la commune est exposée à un climat océanique altéré et est dans la région climatique  Nord-est du bassin Parisien, caractérisée par un ensoleillement médiocre, une pluviométrie moyenne régulièrement répartie au cours de l'année et un hiver froid (3 °C). 
Pour la période 1971-2000, la température annuelle moyenne est de 9,9 °C, avec une amplitude thermique annuelle de 14,8 °C. Le cumul annuel moyen de précipitations est de 851 mm, avec 12,7 jours de précipitations en janvier et 10,1 jours en juillet. Pour la période 1991-2020, la température moyenne annuelle observée sur la station météorologique la plus proche, située sur la commune de Saint-Hilaire-sur-Helpe à 6 km à vol d'oiseau, est de 10,5 °C et le cumul annuel moyen de précipitations est de 802,4 mm,. Pour l'avenir, les paramètres climatiques de la commune estimés pour 2050 selon différents scénarios d'émission de gaz à effet de serre sont consultables sur un site dédié publié par Météo-France en novembre 2022.

## Urbanisme

### Typologie
Au 1er janvier 2024, Monceau-Saint-Waast est catégorisée commune rurale à habitat dispersé, selon la nouvelle grille communale de densité à sept niveaux définie par l'Insee en 2022.
Elle est située hors unité urbaine et hors attraction des villes,.

### Occupation des sols
L'occupation des sols de la commune, telle qu'elle ressort de la base de données européenne d'occupation biophysique des sols Corine Land Cover (CLC), est marquée par l'importance des territoires agricoles (90,9 % en 2018), une proportion sensiblement équivalente à celle de 1990 (91,2 %). La répartition détaillée en 2018 est la suivante : 
prairies (46,5 %), terres arables (44,4 %), zones urbanisées (9,1 %). L'évolution de l'occupation des sols de la commune et de ses infrastructures peut être observée sur les différentes représentations cartographiques du territoire : la carte de Cassini (XVIIIe siècle), la carte d'état-major (1820-1866) et les cartes ou photos aériennes de l'IGN pour la période actuelle (1950 à aujourd'hui).

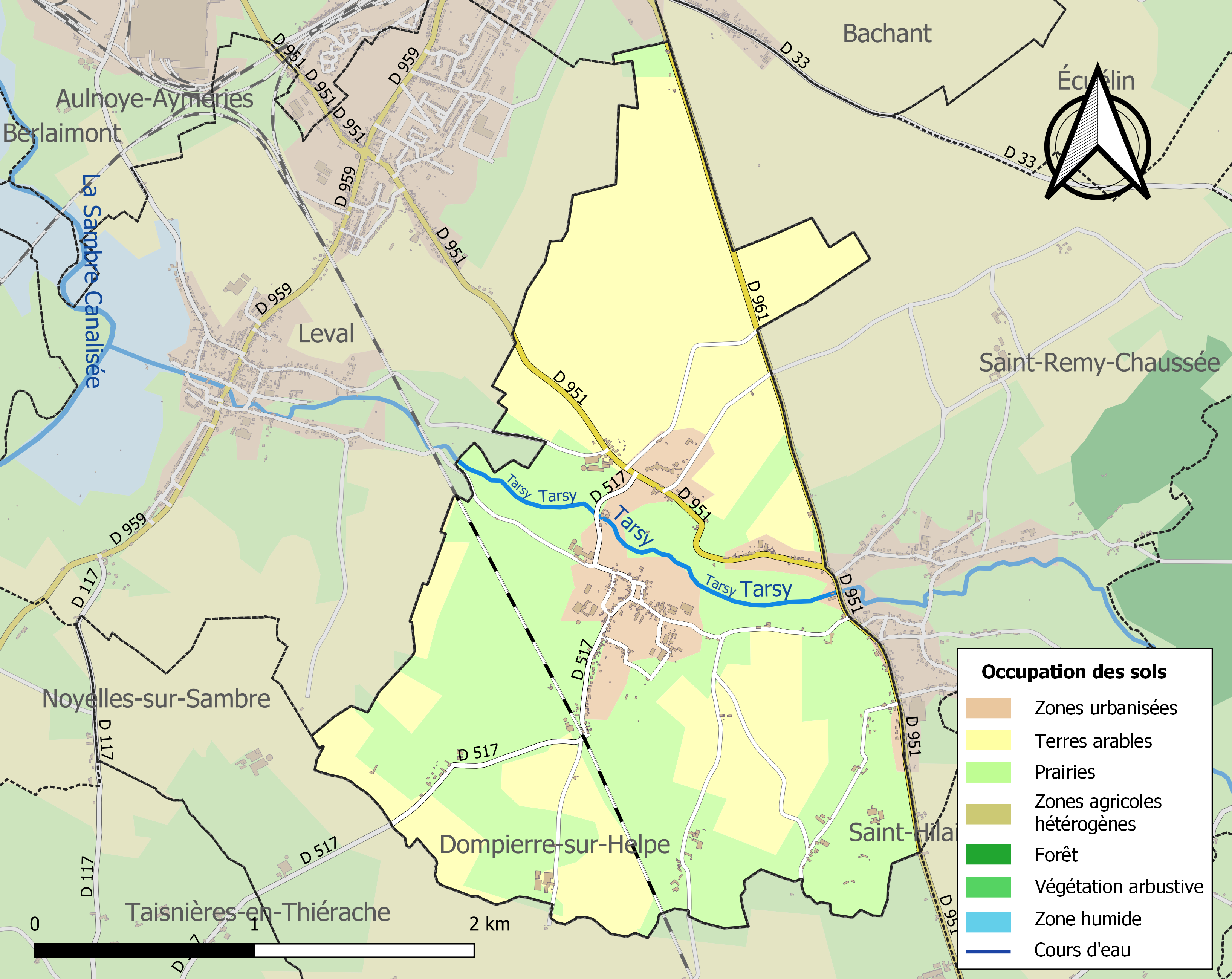
Carte des infrastructures et de l'occupation des sols de la commune en 2018 (CLC).

### Voies de communication et transports
La commune est desservie, en 2024, par la ligne 24 et le service de transport à la demande du réseau Stibus.

## Toponymie
- Le nom du village a évolué avec le temps. À la fin du XVIe siècle, il était orthographié "Monchau" (cf. Album de Croÿ). Monchau correspond à l'ancienne prononciation du nom de la localité (cf. langue picarde).
- Étymologie : "Monceau" signifie "petit mont". Une tour féodale, forteresse destinée à servir de refuge, existe toujours, rue des Francs Bourgeois. Aujourd'hui imbriquée dans les bâtiments d'une ferme, la tour est située sur un lieu légèrement surélevé par rapport aux terrains alentour.

## Histoire
Baudouin V, comte de Hainaut, construisit à Monticellus, devenu Monceau, un château fort que le seigneur d'Avesnes attaqua en vain en 1185. Aujourd'hui sont encore visibles 2 tours imbriquées dans les bâtiments d'une ferme, rue des Francs Bourgeois. La plus importante tour possède 4 façades d'une largeur de 9 mètres pour une hauteur de 18 mètres.
À la suite du traité des Pyrénées signé le 7 novembre 1659, le village est intégré au royaume de France.
La seigneurie appartient jusqu'à la Révolution aux Frasneau, seigneurs de Gommegnies, et fut érigée en vicomté au XVIIe siècle.
Saint-Waast appartenait à l'abbaye d'Hautmont qui en était le seigneur et eut des difficultés avec les seigneurs de Monceau. 

## Politique et administration
Maire en 1802-1803 : Dupont.
Maire en 1807 : Mutte.
Maire en 1881 : Clément Bosseaux.

Maire en 1939 : Bigot.
| Période                                  | Période                   | Identité           | Étiquette | Qualité                        |
| ---------------------------------------- | ------------------------- | ------------------ | --------- | ------------------------------ |
| Les données manquantes sont à compléter. |                           |                    |           |                                |
| avant 1988                               | ?                         | Jean-Claude Masson |           |                                |
| mars 2001                                | En cours (au 8 août 2014) | Pascal Thurette    |           | Réélu pour le mandat 2014-2020 |

## Population et société

### Démographie

#### Évolution démographique
L'évolution du nombre d'habitants est connue à travers les recensements de la population effectués dans la commune depuis 1793. Pour les communes de moins de 10 000 habitants, une enquête de recensement portant sur toute la population est réalisée tous les cinq ans, les populations de référence des années intermédiaires étant quant à elles estimées par interpolation ou extrapolation. Pour la commune, le premier recensement exhaustif entrant dans le cadre du nouveau dispositif a été réalisé en 2005.

En 2022, la commune comptait 423 habitants, en évolution de −14,55 % par rapport à 2016 (Nord : +0,51 %, France hors Mayotte : +2,11 %).
| 1793 | 1800 | 1806 | 1821 | 1831 | 1836 | 1841 | 1846 | 1851 |
| ---- | ---- | ---- | ---- | ---- | ---- | ---- | ---- | ---- |
| 501  | 504  | 540  | 619  | 551  | 599  | 608  | 622  | 615  |

| 1856 | 1861 | 1866 | 1872 | 1876 | 1881 | 1886 | 1891 | 1896 |
| ---- | ---- | ---- | ---- | ---- | ---- | ---- | ---- | ---- |
| 696  | 665  | 653  | 592  | 551  | 547  | 593  | 525  | 551  |

| 1901 | 1906 | 1911 | 1921 | 1926 | 1931 | 1936 | 1946 | 1954 |
| ---- | ---- | ---- | ---- | ---- | ---- | ---- | ---- | ---- |
| 530  | 528  | 488  | 458  | 465  | 478  | 545  | 677  | 647  |

| 1962 | 1968 | 1975 | 1982 | 1990 | 1999 | 2005 | 2006 | 2010 |
| ---- | ---- | ---- | ---- | ---- | ---- | ---- | ---- | ---- |
| 595  | 567  | 664  | 540  | 576  | 500  | 501  | 499  | 512  |

| 2015 | 2020 | 2022 | - | - | - | - | - | - |
| ---- | ---- | ---- | - | - | - | - | - | - |
| 497  | 435  | 423  | - | - | - | - | - | - |

#### Pyramide des âges
La population de la commune est relativement jeune.
En 2018, le taux de personnes d'un âge inférieur à 30 ans s'élève à 36,5 %, soit en dessous de la moyenne départementale (39,5 %). À l'inverse, le taux de personnes d'âge supérieur à 60 ans est de 28,2 % la même année, alors qu'il est de 22,5 % au niveau départemental.
En 2018, la commune comptait 236 hommes pour 239 femmes, soit un taux de 50,32 % de femmes, légèrement inférieur au taux départemental (51,77 %).
Les pyramides des âges de la commune et du département s'établissent comme suit.
| Hommes | Classe d’âge | Femmes |
| ------ | ------------ | ------ |
| 0,5    | 90 ou +      | 0,9    |
| 7,8    | 75-89 ans    | 7,7    |
| 17,4   | 60-74 ans    | 22,2   |
| 21,5   | 45-59 ans    | 16,8   |
| 16,9   | 30-44 ans    | 15,4   |
| 15,5   | 15-29 ans    | 15,9   |
| 20,5   | 0-14 ans     | 21,1   |

| Hommes | Classe d’âge | Femmes |
| ------ | ------------ | ------ |
| 0,5    | 90 ou +      | 1,4    |
| 5,3    | 75-89 ans    | 8,1    |
| 14,8   | 60-74 ans    | 16,2   |
| 19,1   | 45-59 ans    | 18,4   |
| 19,5   | 30-44 ans    | 18,7   |
| 20,7   | 15-29 ans    | 19,1   |
| 20,2   | 0-14 ans     | 18     |

## Culture locale et patrimoine

### Lieux et monuments
- Église Saint-Martin XVe (IMH); le clocher de 1883; le portail avec des têtes de poutres sculptées ; pierre tombale XVIe, autels XVIIIe.
- Cense "del Tour", une ferme fortifiée du XVe construite sur l'emplacement de l'ancien château fort.
- Le monument aux morts
- Au cimetière, quelques tombes de guerre de la Commonwealth War Graves Commission
- Un calvaire et des chapelles sur le territoire de la commune.
- Brasserie Forest - Brasserie de Monceau-Saint-Waast

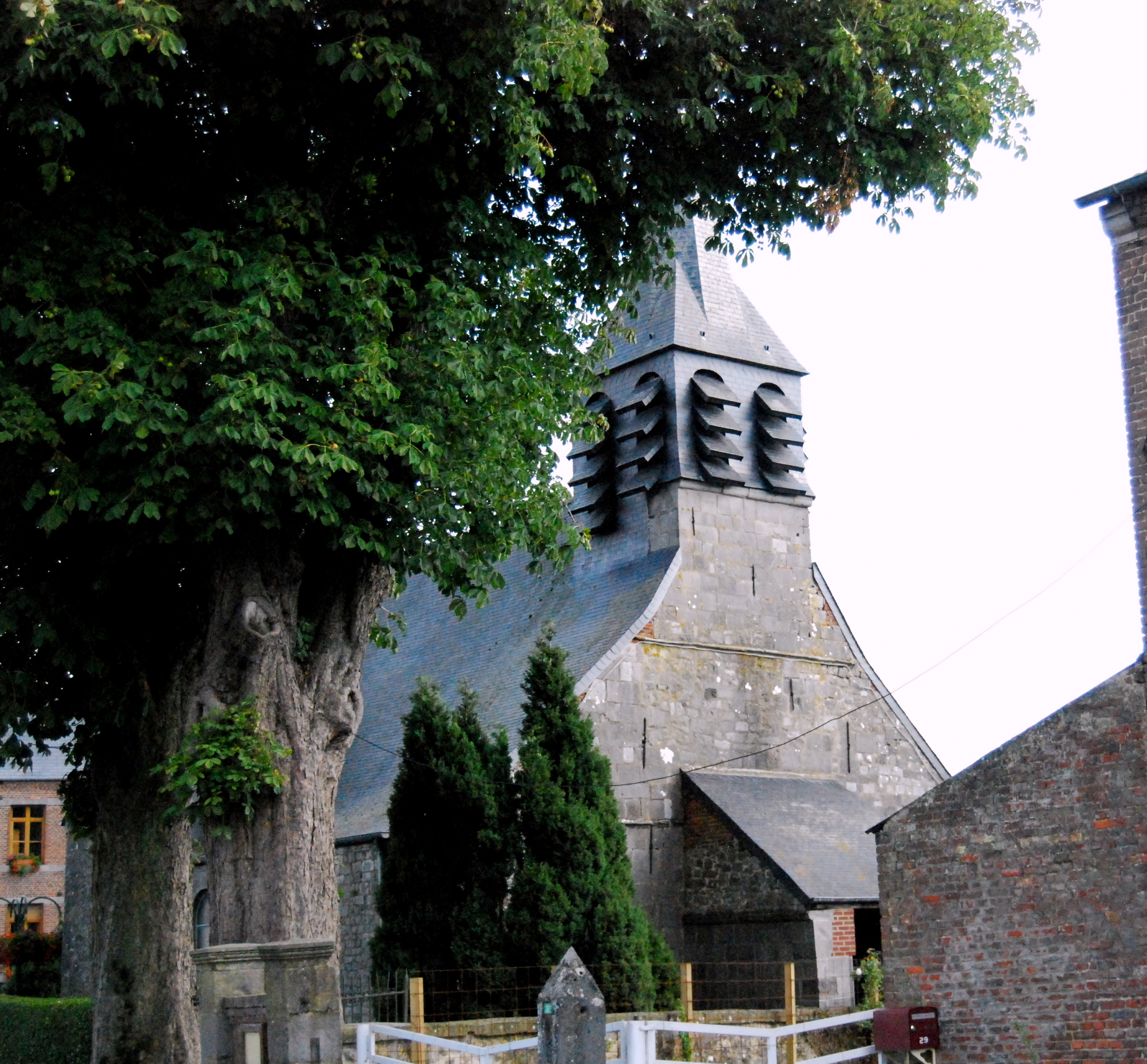
Église Saint-Martin
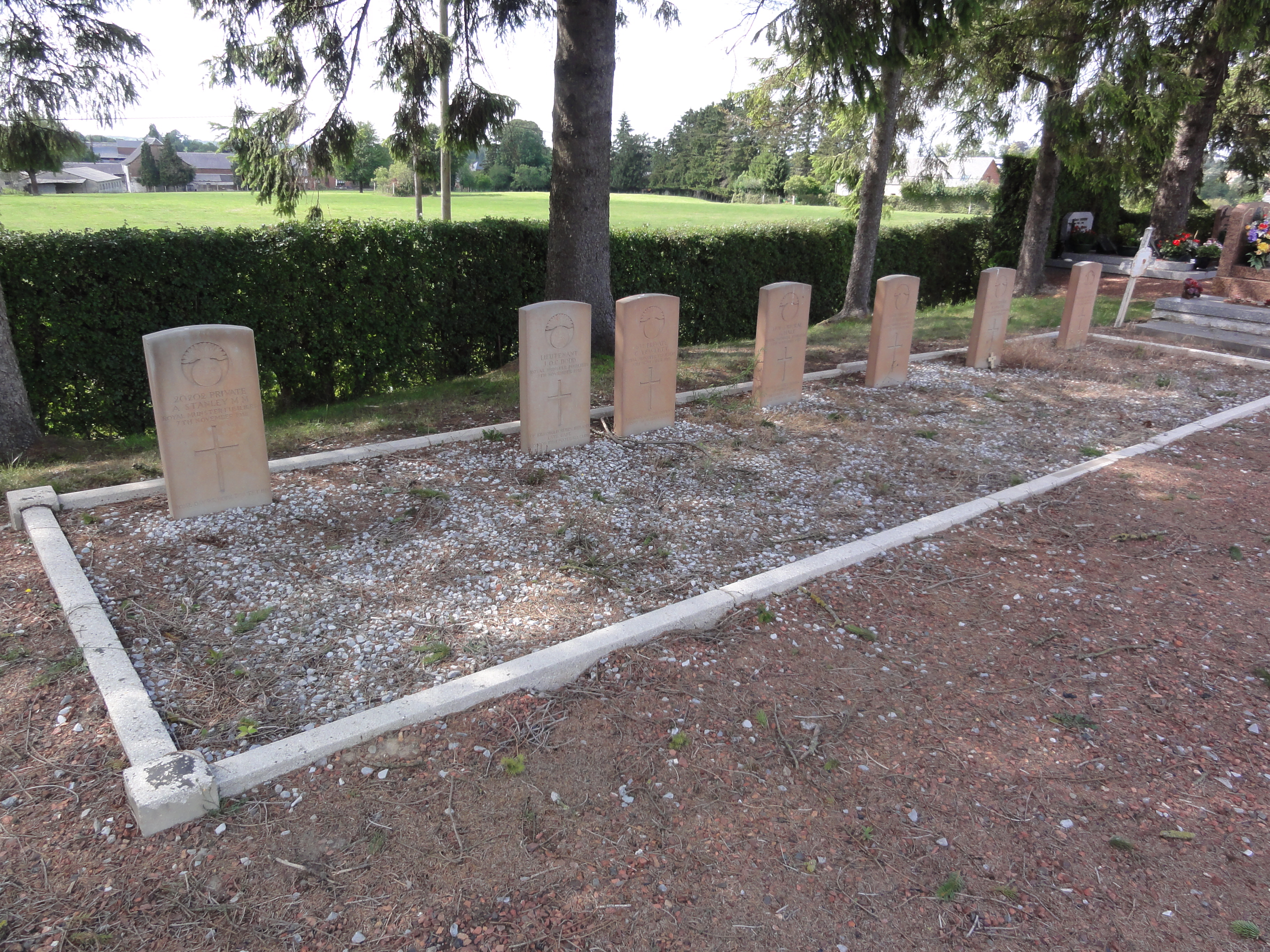
Tombes de guerre de la CWCG
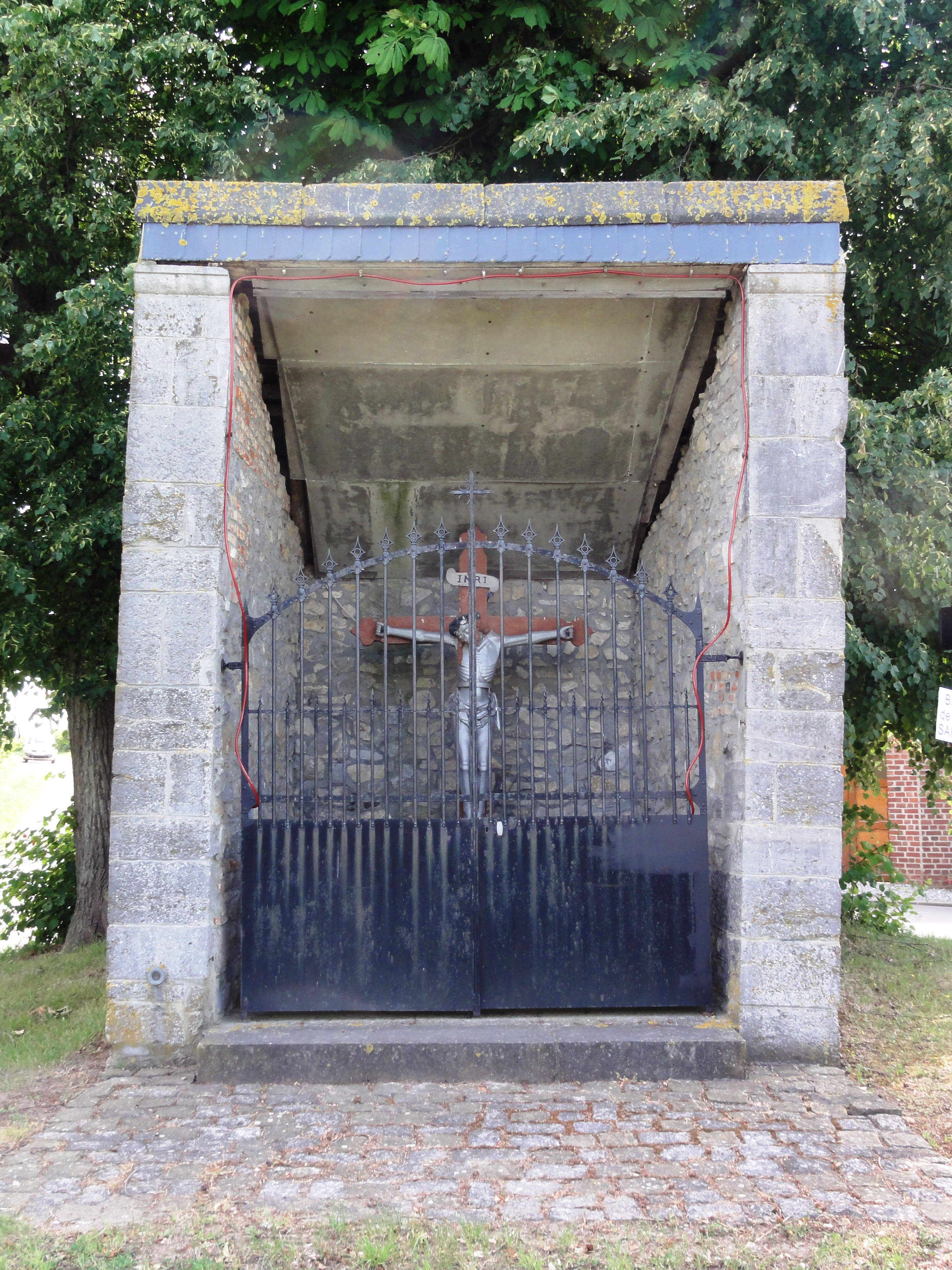
Calvaire
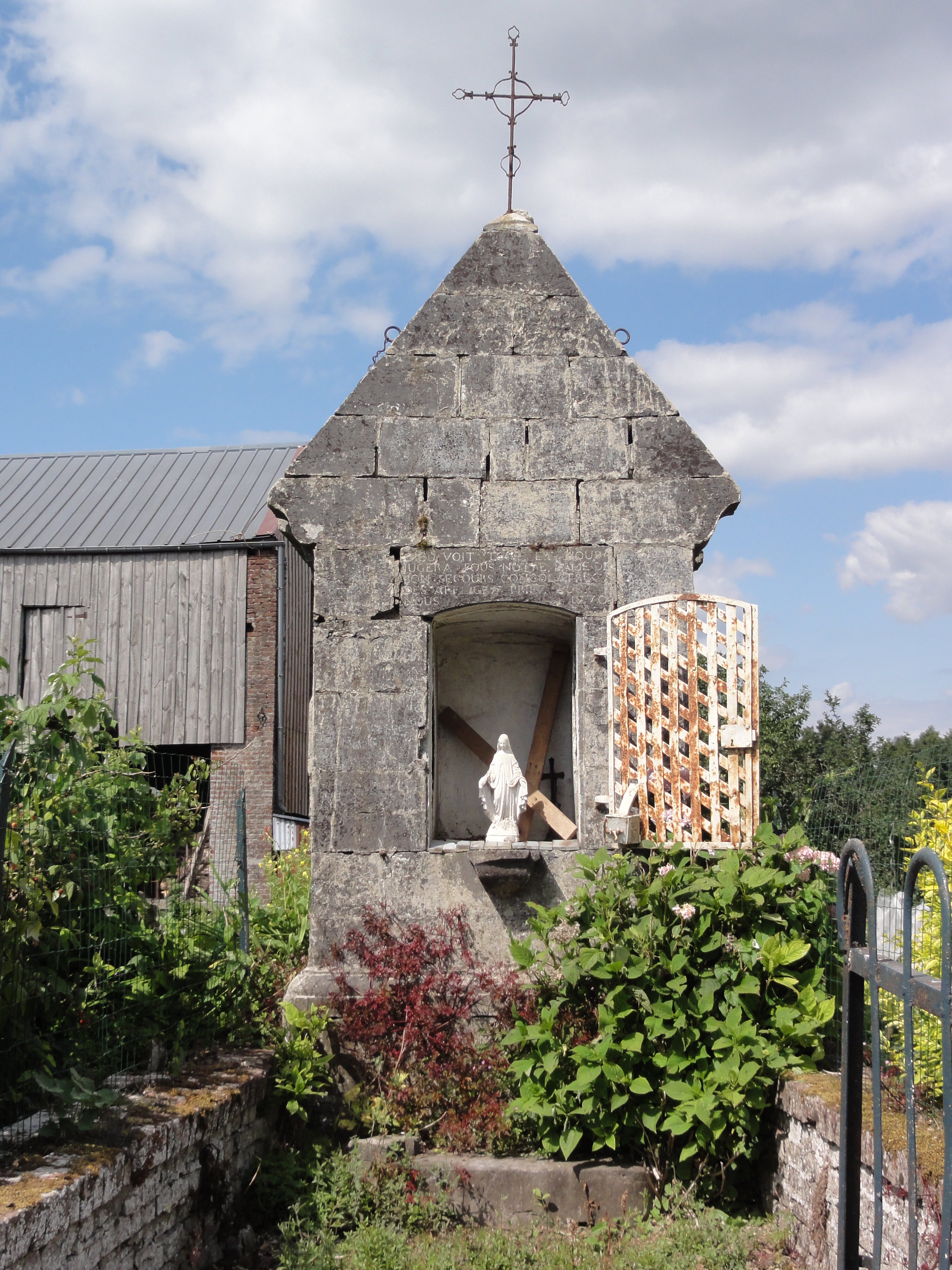
Chapelle datée 1770
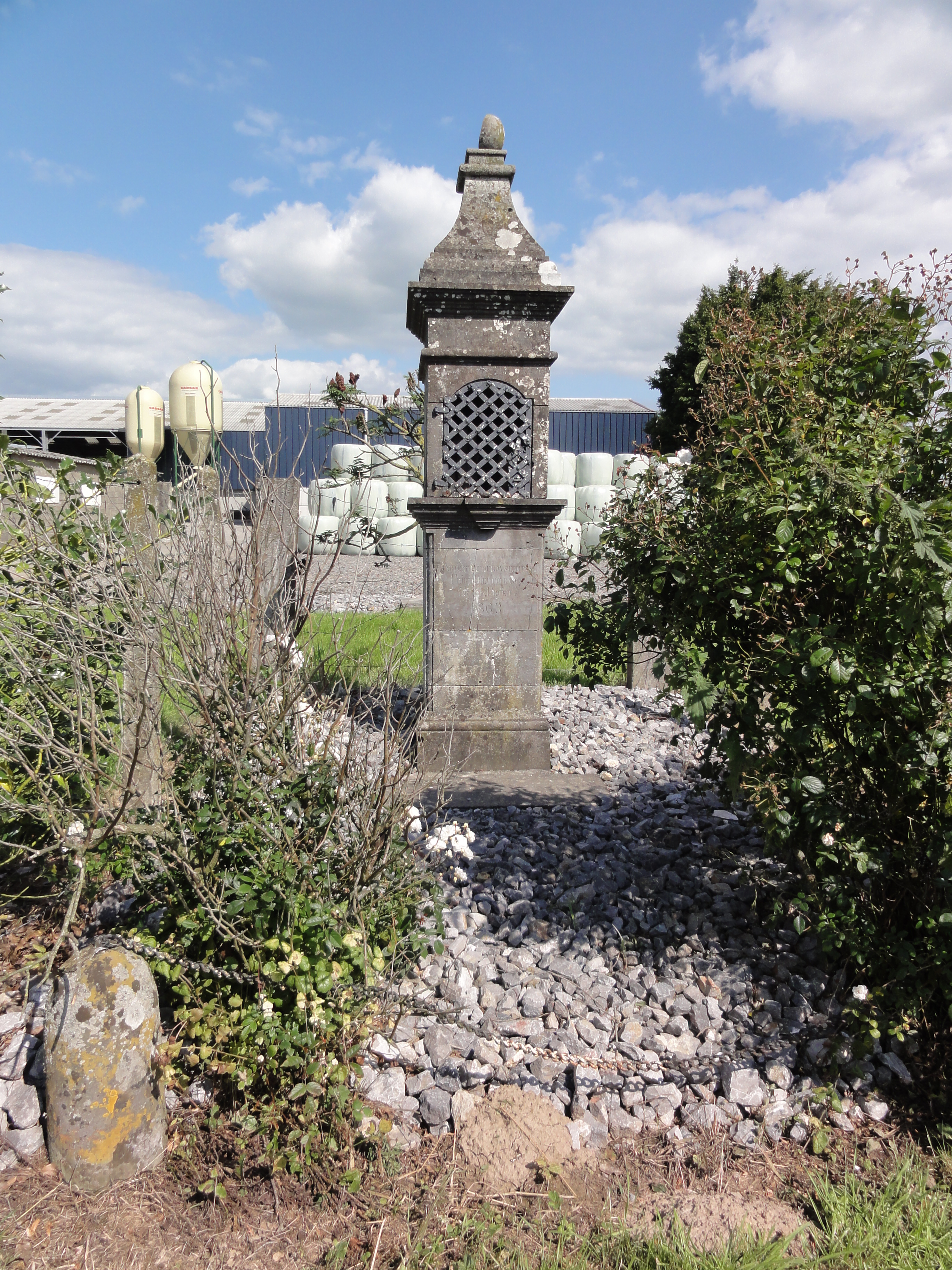
Chapelle Notre Dame de Bonsecours datée 1863
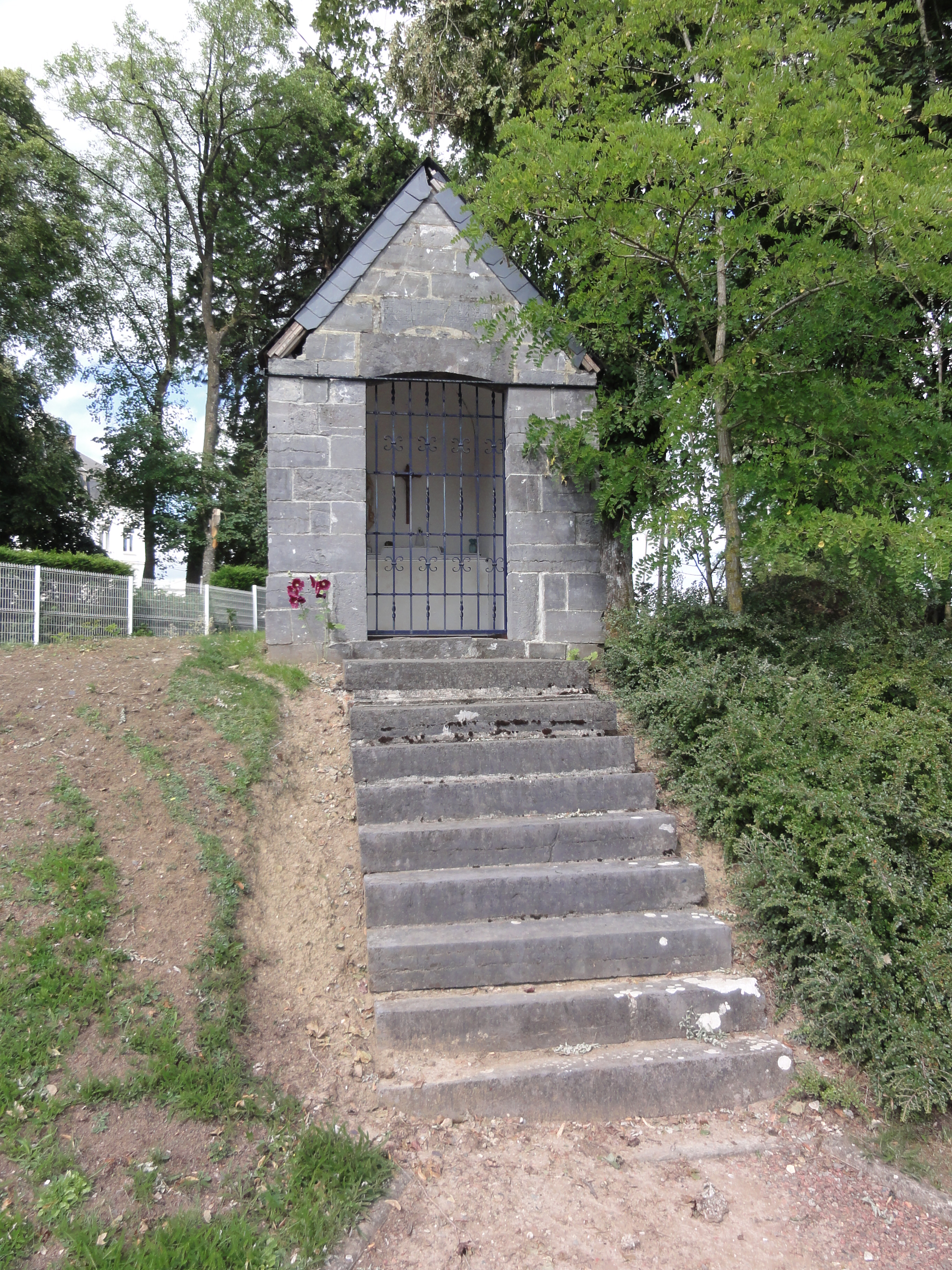
Chapelle sur la D 951

### Héraldique
|  | Les armes de Monceau-Saint-Waast se blasonnent ainsi : « De gueules à une licorne assise d'argent. » |

## Pour approfondir